# スーパーバッド 童貞ウォーズ
『スーパーバッド 童貞ウォーズ』（スーパーバッド どうていウォーズ、Superbad）は、2007年のアメリカ合衆国の青春コメディ映画。監督はグレッグ・モットーラ、出演はジョナ・ヒル、マイケル・セラ、クリストファー・ミンツ＝プラッセなど。
童貞の高校生3人組が卒業パーティーで、それぞれ意中の女子生徒と初体験を目指して奮闘するさまを描いている。
全米で初登場1位となり、公開4週目で興行収入1億ドルを超えるヒットとなった。また、作品の評価も高く放送映画批評家協会賞にノミネートされるなどした。
サウンドトラックにはライル・ワークマンとともにブーツィー・コリンズが参加している。
エミネムは、この作品を200回近く観たと公言している。
日本では劇場公開されず、2008年1月23日にDVDが発売された。

## キャスト
※括弧内は日本語吹替
- セス - ジョナ・ヒル（桜井敏治）
- エヴァン - マイケル・セラ（日野聡）
- フォーゲル - クリストファー・ミンツ＝プラッセ（阪口大助）
- スレイター - ビル・ヘイダー（川島得愛）
- マイケルズ - セス・ローゲン（木村雅史）
- ベッカ - マーサ・マックアイサック（英語版）
- ジュールズ - エマ・ストーン
- ニコラ - アヴィヴァ（英語版）
- フランシス - ジョー・ロー・トルグリオ
- グレッグ - デイヴ・フランコ
- ベンジー・オースティン - デヴィッド・クラムホルツ

## 作品の評価

### 映画批評家によるレビュー
Rotten Tomatoesによれば、207件の評論のうち高評価は87%にあたる181件で、平均点は10点満点中7.4点、批評家の一致した見解は「下品さと誠実さを巧みにバランスさせながら主人公たちを極端な状況に追い込んでいる『スーパーバッド 童貞ウォーズ』は、友情と高校生活全体にわたる気まずさを忠実に撮った作品である。」となっている。
Metacriticによれば、36件の評論のうち、高評価は32件、賛否混在は4件、低評価はなく、平均点は100点満点中76点となっている。

### 受賞歴
| 賞                                     | 部門                 | 対象者                                            | 結果       |
| -------------------------------------- | -------------------- | ------------------------------------------------- | ---------- |
| 第13回クリティクス・チョイス・アワード | コメディ映画賞       |                                                   | ノミネート |
| 第13回クリティクス・チョイス・アワード | 若手男優賞           | マイケル・セラ                                    | ノミネート |
| MTVムービー・アワード2008              | 作品賞               |                                                   | ノミネート |
| MTVムービー・アワード2008              | ブレイクスルー演技賞 | マイケル・セラ                                    | ノミネート |
| MTVムービー・アワード2008              | ブレイクスルー演技賞 | ジョナ・ヒル                                      | ノミネート |
| MTVムービー・アワード2008              | ブレイクスルー演技賞 | クリストファー・ミンツ＝プラッセ                  | ノミネート |
| MTVムービー・アワード2008              | コメディ演技賞       | ジョナ・ヒル                                      | ノミネート |
| 第20回シカゴ映画批評家協会賞           | 有望俳優賞           | マイケル・セラ ※『JUNO/ジュノ』での演技と合わせて | 受賞       |